# Tapani Kärkkäinen
Tapani Kärkkäinen (ur. 1962) – fiński tłumacz literatury z języka polskiego i angielskiego. Tłumaczył utwory takich pisarzy jak: Olga Tokarczuk, Ryszard Kapuściński czy Andrzej Sapkowski.

## Życiorys
W 1987 roku przyjechał do Krakowa, aby uczyć się języka polskiego. Rozpoczął studia na Uniwersytecie w Helsinkach na kierunku filologia klasyczna, a potem przeniósł się na filologię słowiańską. Pierwszym utworem, które przetłumaczył na język fiński było Imperium Ryszarda Kapuścińskiego.
W 2013 roku otrzymał nagrodę im. Mikaela Agricoli przyznawaną za wybitne tłumaczenie na język fiński znaczącego dzieła literackiego. Za takie uznano jego tłumaczenie Biegunów Olgi Tokarczuk.

## Publikacje
- Sankarimatkailijan Varsova (przewodnik po Warszawie)[4][5]

## Tłumaczenia
- 2023: Rumpujen kaupunki (Gra na wielu bębenkach) Olgi Tokarczuk[6]
- 2020: Aja aurasi vainajain luitten yli (Prowadź swój pług przez kości umarłych) Olgi Tokarczuk[7]
- 2020: Tanssivat karhut – Tositarinoita vapaana elämisen vaikeudesta (Tańczace niedźwiedzie) Witolda Szabłowskiego[8]
- 2016: Ghettopäiväkirja: nuoren tytön elämä Łódźin ghetossa Rywki Lipszyc[8]
- 2015: Janinan päiväkirjat: Teinitytön muistelmat Lvivin getosta ja Janowskan keskitysleiriltä Janiny Altman[8]
- 2014: Suuri karttakirja Aleksandra Mizielińska, Daniel Mizieliński[8]
- 2013: Kanelipuodit ja muita kertomuksia (Sklepy cynamonowe i inne opowiadania) Bruno Schulza[8][2]
- 2012: Vaeltajat (Bieguni) Olgi Tokarczuk[8]
- 2011: Kohtalon miekka (Miecz przeznaczenia) Andrzeja Sapkowskiego (ze wsparciem Instytutu Książki)[9]
- 2010: Viimeinen toivomus (Ostatnie życzenie) Andrzeja Sapkowskiego (ze wsparciem Instytutu Książki)[9]
- 2010: Aavesärkyä ja muita tosia tarinoita (Taniec na cudzym weselu) Hanny Krall[10]
- 2008: Hanny Krall Król kier znów na wylocie tłumaczenie wydane przez helsińskie wydawnictwo Like[11]
- 2008: Herttakuninkaan matkat (Król kier znów na wylocie) Hanna Krall[10]
- 2007: Hutsula (Lubiewo) Michał Witkowski
- 2007: Alku ja muut ajat (Praczlowiek i inne czasy) Olga Tokarczuk[12][13]
- 2006: Keisari (Cesarz) Ryszarda Kapuścińskiego[14]
- 2005: Kuin olisit kiveä syönyt (Jakbyś kamień jadla) Wojciecha Tochmana[8]
- 2004: Päivän talo, yön talo (Dom dzienny, dom nocny) Olga Tokarczuk[15][8]
- 2002: Narrenturm 2, Narrentum 1 Andrzeja Sapkowskiego[8]
- 2001: Metafyysinen kabaree – Beba Mazeppon rakkaus (Kabaret metafizyczny) Manuela Gretkowska[16]
- 2007: Eebenpuu (Heban) Ryszarda Kapuścińskiego[8]
- 1993: Imperiumi (Imperium) Ryszarda Kapuścińskiego[2]

## Nagrody i odznaczenia
- 2014: Nagroda "Tähtifantasia" za zbiór opowiadań Brunona Schulza przyznawana przez fiński magazyn science-fiction Tähtivaeltaja za najlepszą obcojęzyczną książkę fantasy wydaną w Finalndii[17]
- 2013: Nagroda Mikaela Agricoli przyznawaną przez Fińskie Stowarzyszenie Tłumaczy i Fińską Fundację Książki za tłumaczenie książki Olgi Tokarczuk Vaeltajat[3]
- 2011, 2012: Nagroda "Tähtifantasia" za dwie pierwsze części sagi o Wiedźminie Sapkowskiego[18]
- 2008: Zasłużony dla Kultury Polskiej[19]
- 2005: Roczne stypendium artystyczne przyznane przez Valtion kirjallisuustoimikunta (Państwowa Komisja Literatury)[20].